# Giorgio Stivanello
Giorgio Stivanello (né le 13 juillet 1932 à Venise en Vénétie et mort le 18 mai 2010 à Vicence) est un joueur de football italien, qui jouait au poste d'attaquant.
Au cours de sa carrière, il a en tout joué 115 matchs et inscrit 25 buts en Serie A, ainsi que 64 matchs et 20 buts en Serie B.
Son fils Piero fut également footballeur professionnel, et joua en Serie A avec le Lanerossi Vicence en 1974-1975.

## Biographie
Formé par le Venezia Calcio, il est un attaquant-ailier classique avec un jeu basé sur les longues distances.
Il rejoint Padoue en 1953, après avoir obtenu la promotion en première division lors de la saison 1954-55, marquant douze buts. Il fait ses débuts en Serie A le 18 septembre 1955 lors d'un Padova-Lazio, défaite 1-2. Lors de la saison 1956-1957, il intéresse la Juventus qui finit par s'attacher ses services, et sert de renfort à la paire offensive bianconera John Charles-Omar Sivori.
Stiva, appelé aussi Moro di Venezia, joue à la Juventus pendant six saisons (y faisant ses débuts le 16 septembre 1956 lors d'une victoire 3-0 contre la Lazio), dont trois en tant que titulaire et les suivantes sur le banc, disputant en tout 99 matchs pour 21 buts marqués, dont 11 au cours de sa première saison (où il termine meilleur buteur bianconero de la saison). Durant sa période à Turin, la Juventus remporte trois scudetti et deux Coppa Italia.
Il termine sa carrière lors de la saison de Serie A 1962-1963 avec Venezia, inscrivant deux buts et réussissant à éviter la relégation en Serie B des lagunari.
Il meurt en 2010 à l'âge de 77 ans.

## Palmarès
Juventus
- Championnat d'Italie (3) :
  - Champion : 1957-58, 1959-60 et 1960-61.

- Coupe d'Italie (2) :
  - Vainqueur : 1958-59 et 1959-60.